# Borja Gómez
Borja Gómez Rus (San Javier, 10 febbraio 2005 – Magny-Cours, 3 luglio 2025) è stato un pilota motociclistico spagnolo.

## Carriera
Gómez ha iniziato a competere a livello nazionale nel 2014, classificandosi terzo nel Campionato spagnolo Minimotard 65. Nel 2015 ha conquistato il secondo posto. Dopo un passaggio nel Supermotard, ha preso parte alla Kawasaki Cup nel 2019, chiudendo al terzo posto.  Nel 2021 ha vinto il Campionato spagnolo Superbike nella categoria Supersport. Nel 2022 è diventato vicecampione nel Campionato spagnolo Superbike 1000 con il team Cardoso su Yamaha, alle spalle di Tito Rabat.

### Moto2
Nel 2022 Gómez ha debuttato nel Campionato mondiale Moto2 con il team Flexbox HP40, sostituendo l'infortunato Jorge Navarro. Il debutto è avvenuto nel Gran Premio della Malesia. È rimasto nel team anche per parte della stagione 2023.

### Morte
Borja Gómez è morto per un incidente in pista sul circuito di Nevers Magny-Cours il 3 luglio 2025, all'età di 20 anni.

## Risultati in gara

### Mondiale Supersport
| 2021 | Moto   |  |  |  |  |  |  |  |  |  |  |    |     |  |  |  |  |  |  |  |  |  |  |  |  | Punti | Pos. |
| ---- | ------ |  |  |  |  |  |  |  |  |  |  | -- | --- |  |  |  |  |  |  |  |  |  |  |  |  | ----- | ---- |
| 2021 | Yamaha |  |  |  |  |  |  |  |  |  |  | 16 | Rit |  |  |  |  |  |  |  |  |  |  |  |  | 0     |      |

| 2024 | Moto     |  |  |  |  |  |  |  |  |  |  |  |  |  |  |  |  |    |    |    |    |  |  |  |  | Punti | Pos. |
| ---- | -------- |  |  |  |  |  |  |  |  |  |  |  |  |  |  |  |  | -- | -- | -- | -- |  |  |  |  | ----- | ---- |
| 2024 | Kawasaki |  |  |  |  |  |  |  |  |  |  |  |  |  |  |  |  | 12 | 22 | 17 | 12 |  |  |  |  | 8     | 29º  |

| Legenda | 1º posto        | 2º posto            | 3º posto           | A punti      | Senza punti        | Grassetto – Pole position Corsivo – Giro più veloce |
| Legenda | Gara non valida | Non qual./Non part. | Ritirato/Non class | Squalificato | '-' Dato non disp. | Grassetto – Pole position Corsivo – Giro più veloce |

### Motomondiale
| 2022 | Classe | Moto  |  |  |  |  |  |  |  |  |  |  |  |  |  |  |  |  |  |  |    |    | Punti | Pos. |
| ---- | ------ | ----- |  |  |  |  |  |  |  |  |  |  |  |  |  |  |  |  |  |  | -- | -- | ----- | ---- |
| 2022 | Moto2  | Kalex |  |  |  |  |  |  |  |  |  |  |  |  |  |  |  |  |  |  | 20 | 12 | 4     | 31º  |

| 2023 | Classe | Moto  |    |    |    |    |    |    |    |     |     |    |    |    |    |    |  |  |  |  |  |  | Punti | Pos. |
| ---- | ------ | ----- | -- | -- | -- | -- | -- | -- | -- | --- | --- | -- | -- | -- | -- | -- |  |  |  |  |  |  | ----- | ---- |
| 2023 | Moto2  | Kalex | 17 | 21 | 20 | 19 | 23 | 17 | NP | Rit | Rit | 16 | 20 | 18 | 16 | 24 |  |  |  |  |  |  | 0     |      |

| Legenda | 1º posto        | 2º posto            | 3º posto            | A punti      | Senza punti        | Grassetto – Pole position Corsivo – Giro più veloce |
| Legenda | Gara non valida | Non qual./Non part. | Ritirato/Non class. | Squalificato | '-' Dato non disp. | Grassetto – Pole position Corsivo – Giro più veloce |